# Havelock Ellis
Henry Havelock Ellis (2. února 1859, Croydon – 8. července 1939, Hintlesham) byl anglický průkopník sexuologie, spisovatel, sociální reformátor a stoupenec progresivismu.
Ve své sedmidílné práci Studies in the Psychology of Sex (1897–1928) položil základy moderní medicínské sexuologie a definoval řadu pojmů užívaných v oblasti sexuality dodnes, přestože své medicínské vzdělání nikdy zcela nedokončil. První díl práce čelil v Británii žalobě, další díly raději vydal v USA, a i tam se do roku 1935 směly prodávat jen osobám s medicínským vzděláním. Bývá mu často připisováno první užití pojmu homosexualita, avšak on to popíral a pojem odmítal, sám homosexuální vztahy nazýval "sexuální inverzí". Hojně se zaobíral fenomény transgenderismu a transvestitismu, pro něž ovšem volil vlastní termíny ("sexuálně-estetická inverze", "eonismus" apod.) Jeho knihy silně ovlivnily Sigmunda Freuda, který z Ellise čerpal poznání o sexuálních perverzích a navazoval zejména na Ellisovy pojmy autoerotismu a narcisismu (Freud však začal užívat zkráceninu narcismus).
Byl i překladatelem, roku 1895 například přeložil do angličtiny Zolův Germinal. Psal též básně a eseje.
Byl členem organizace Fellowship of the New Life, která usilovala o sociální reformu (z ní se později odštěpila známá Fabian society, podle níž vznikl termín fabiánský socialismus).
Silně podporoval eugenické snahy, byl dokonce místopředsedou Eugenics Education Society. Někdy mu bývá též vyčítáno, že ve svých knihách neodsuzoval sexuální vztahy s dětmi.